# Enganyapastors de Nuttall
| Reclam |
| |
| Un enganyapastors de Nuttall al Parc Nacional de la Gran Conca, Nevada. El seu nom comú en anglès ("poorwill") és una onomatopeia de les dues primeres notes del reclam. |
| |

L’enganyapastors de Nuttall (Phalaenoptilus nuttallii) és una espècie d'ocell caprimulgiforme de la família Caprimulgidae i única representant del gènere Phalaenoptilus. Viu als deserts nord-americans i és un dels pocs ocells que hiverna, fet que fou descobert per la ciència el 1946, tot i ser conegut d'antic pels aborígens de l'ètnia hopi, que l'anomenen hölchko, que significa "dormilega". Per espantar els predadors, sobretot quan està incubant al niu, que el fa a terra, imita el so d'una serp de cascavell.